# Attila Ladinszky
Attila János Ladinszky (Boedapest, 13 september 1949 - aldaar, 14 mei 2020) was een Hongaars voetballer.

## Carrière
Hij startte zijn professionele loopbaan bij het Hongaarse Tatabánya. Later zou hij ook in Duitsland, Nederland, België, Spanje en Frankrijk spelen.
Na een korte tijd bij Feyenoord waar hij aanvankelijk als opvolger van Coen Moulijn was aangetrokken maar al snel als centrumspits werd opgesteld, beleefde hij zijn beste seizoen op huurbasis bij de Belgische topclub RSC Anderlecht, waar hij in het seizoen 1973/74 topschutter in de Belgische Eerste Klasse werd.
Zijn laatste wedstrijden als professional speelde hij voor Amarante FC in de Portugese  Segunda Divisão (seizoen 1982/83).
Na zijn loopbaan opende hij eerst een bar in Sevilla, later ook een restaurant in België. In 1997 keerde hij terug naar Hongarije waar hij manager werd bij Újpest FC.

## Spelerstatistieken
| seizoen | club               | land      | competitie            | wed. | goals |
| ------- | ------------------ | --------- | --------------------- | ---- | ----- |
| 1967-68 | Tatabánya          | Hongarije | Magyar Labdarúgó Liga | 15   | 2     |
| 1968-69 | Tatabánya          | Hongarije | Magyar Labdarúgó Liga | 30   | 6     |
| 1969-70 | Tatabánya          | Hongarije | Magyar Labdarúgó Liga | 14   | 0     |
| 1970-71 | Vasas SC Boedapest | Hongarije | Magyar Labdarúgó Liga | 17   | ?     |
| 1971-72 | Rot-Weiß Essen     | Duitsland | 2. Bundesliga         | 0    | 0     |
| 1971-72 | Feyenoord          | Nederland | Eredivisie            | 9    | 4     |
| 1972-73 | Feyenoord          | Nederland | Eredivisie            | 16   | 6     |
| 1973-74 | RSC Anderlecht     | België    | Eerste Klasse         | 27   | 22    |
| 1974-75 | RSC Anderlecht     | België    | Eerste Klasse         | 26   | 5     |
| 1975-76 | Betis Sevilla      | Spanje    | Primera División      | 21   | 7     |
| 1976-77 | Betis Sevilla      | Spanje    | Primera División      | 23   | 8     |
| 1977-78 | Betis Sevilla      | Spanje    | Primera División      | 15   | 2     |
| 1978-79 | KV Kortrijk        | België    | Eerste Klasse         | 21   | 2     |
| 1979-80 | US Valenciennes    | Frankrijk | Ligue 1               | 27   | 6     |
| 1980-81 | Toulouse FC        | Frankrijk | Ligue 1               | 11   | 2     |
| 1981-82 | Amarante FC        | Portugal  | Segunda Divisão       | ?    | ?     |
| 1982-83 | Amarante FC        | Portugal  | Terceira Divisão      | ?    | ?     |